# 카스텔산텔리아
카스텔산텔리아(이탈리아어: Castel Sant'Elia)는 이탈리아 라치오주 비테르보도에 위치한 코무네다. 로마로부터 북쪽 40km, 비테르보로부터 남동쪽 30km 거리에 있다.

## 주요 관광지
카스텔산텔리아의 주요 관광지는 전승에 따르면 고대 디아나 신전 위에 세워진 중세시대의 성당인 바실리카 산텔리아(산타나스타시오, Sant'Anastasio)다. 1120년에 세워졌으며, 응회암으로 된 세 개의 정문이 있고 꽃, 동물, 괴물 장식들로 되어있다. 내부는 1개의 신랑(身廊)과 고대 기둥을 재사용하여 구역을 나눈 2개의 통로로 되어있다. 애프스(Apese) 아래에는 성 아나스타시우스와 성 논노수스의 석관이 안치되어있다.